# Episodi di Nikita (serie televisiva 2010) (prima stagione)
La prima stagione della serie televisiva Nikita, composta da 22 episodi, è stata trasmessa in prima visione assoluta negli Stati Uniti d'America da The CW dal 9 settembre 2010 al 12 maggio 2011.
In Italia la stagione è stata trasmessa in prima visione da Steel, canale a pagamento della piattaforma Mediaset Premium, dal 23 febbraio 2011, mentre in chiaro è stata trasmessa da Italia 1 dal 22 dicembre 2011.
| nº | Titolo originale   | Titolo italiano              | Prima TV USA      | Prima TV Italia  |
| -- | ------------------ | ---------------------------- | ----------------- | ---------------- |
| 1  | Pilot              | La divisione                 | 9 settembre 2010  | 23 febbraio 2011 |
| 2  | 2.0                | 2.0                          | 16 settembre 2010 | 2 marzo 2011     |
| 3  | Kill Jill          | Kill Jill                    | 23 settembre 2010 | 9 marzo 2011     |
| 4  | Rough Trade        | Sporco traffico              | 30 settembre 2010 | 16 marzo 2011    |
| 5  | The Guardian       | Il custode                   | 7 ottobre 2010    | 23 marzo 2011    |
| 6  | Resistance         | Resistenza                   | 21 ottobre 2010   | 30 marzo 2011    |
| 7  | The Recruit        | La recluta                   | 28 ottobre 2010   | 6 aprile 2011    |
| 8  | Phoenix            | La fenice                    | 4 novembre 2010   | 13 aprile 2011   |
| 9  | One Way            | Senso unico                  | 11 novembre 2010  | 20 aprile 2011   |
| 10 | Dark Matter        | Materia oscura               | 2 dicembre 2010   | 27 aprile 2011   |
| 11 | All the Way        | Fino in fondo                | 9 dicembre 2010   | 4 maggio 2011    |
| 12 | Free               | Libera                       | 27 gennaio 2011   | 11 maggio 2011   |
| 13 | Coup de Grace      | I gioielli della corona      | 3 febbraio 2011   | 18 maggio 2011   |
| 14 | The Next Seduction | Seduzione mortale            | 10 febbraio 2011  | 25 maggio 2011   |
| 15 | Alexandra          | Alexandra                    | 17 febbraio 2011  | 1º giugno 2011   |
| 16 | Echoes             | Risonanze                    | 24 febbraio 2011  | 8 giugno 2011    |
| 17 | Covenants          | L'alleanza                   | 7 aprile 2011     | 15 giugno 2011   |
| 18 | Into the Dark      | Nell'oscurità                | 14 aprile 2011    | 22 giugno 2011   |
| 19 | Girl's Best Friend | Il miglior amico delle donne | 21 aprile 2011    | 29 giugno 2011   |
| 20 | Glass Houses       | Case di vetro                | 28 aprile 2011    | 29 giugno 2011   |
| 21 | Betrayals          | Tradimenti                   | 5 maggio 2011     | 6 luglio 2011    |
| 22 | Pandora            | Pandora                      | 12 maggio 2011    | 6 luglio 2011    |

## La divisione
- Titolo originale: Pilot
- Diretto da: Danny Cannon
- Scritto da: Craig Silverstein

### Trama
Nikita, una giovane donna che all'età di diciotto anni venne salvata dal braccio della morte da un'organizzazione governativa segreta chiamata Divisione e addestrata a essere una spia e un'assassina, quando viene tradita dalle uniche persone di cui si fidava scappa dall'organizzazione che sino a quel momento l'aveva protetta. Dopo tre anni passati a nascondersi, Nikita decide ora di uscire allo scoperto e far sapere alla Divisione che ha intenzione di vendicarsi dichiarando loro apertamente guerra e che, missione dopo missione, intende distruggere l'organizzazione e il suo capo Percy. Intanto Percy incarica Michael, ovvero l'uomo che addestrò anni prima Nikita, di darle la caccia proprio mentre stanno per uccidere un generale africano in procinto di parlare pubblicamente alle Nazioni Unite e che verrà salvato in un hotel di lusso proprio da Nikita. Nella Divisione inoltre entra Alex, una nuova giovane dal terribile passato molto simile a quello di Nikita che verrà addestrata assieme ad altre reclute (ma ciò che l'organizzazione non sa è che Alex è un'infiltrata e lavora in realtà da tempo assieme a Nikita per vendicare la morte dei suoi genitori).
- Ascolti USA: telespettatori 3 570 000[2]
- Ascolti Italia: telespettatori 973 000 – share 5.75%[3]

## 2.0
- Titolo originale: 2.0
- Diretto da: Danny Cannon
- Scritto da: Craig Silverstein, David Levinson

### Trama
Mirko Dadich, un ex presidente accusato di gravi crimini nel suo Paese, viene scarcerato a New York per un vizio procedurale e la Divisione si occupa di proteggerlo: in cambio però vuole ottenere l'uranio arricchito che egli ha nascosto poco prima di essere arrestato dagli agenti di polizia. Dopo una rocambolesca irruzione nella suite dell'hotel in cui egli risiede durante la quale Nikita salva anche la vita a Michael (intervenuto a sua volta per liberare Alex dopo il rifiuto delle avances di Dadich), si scopre che sulle sue tracce c'è anche un gruppo di mercenari legati al passato del dittatore. Nikita, ormai intenzionata a sabotare tutte le missioni della Divisione, riuscirà con l'aiuto della sua infiltrata a impedire che la Divisione e i mercenari si impossessino del localizzatore GPS che li condurrebbe alla base militare che ospita l'uranio in Ucraina: i mercenari e Dadich moriranno durante la sparatoria nella stazione della metropolitana mentre la Divisione farà ricadere su di loro la colpa fingendo di aver sventato un attacco terroristico imminente ordito proprio da Dadich.
- Ascolti USA: telespettatori 3 360 000[4]
- Ascolti Italia: telespettatori 864 000 – share 9.03%[3]

## Kill Jill
- Titolo originale: Kill Jill
- Diretto da: David Solomon
- Scritto da: Amanda Segel

### Trama
Una giornalista freelance di nome Jill viene presa di mira dall'agenzia, la Divisione, per essere in possesso di materiale video che li comprometterebbe, ma Jill è mal vista dalle redazioni dei giornali e fatica a trovare uno sponsor. Quando incontra finalmente un capo redattore disposto a sentirla, viene attaccata dalla Divisione e l'uomo muore davanti a lei, facendola apparire come la sua assassina di fronte all'opinione pubblica. Nikita, venuta a conoscenza della missione da Alex, salva Jill che le rivela di non essere in possesso del video ma di poterlo reperire dietro cospicuo pagamento. Nikita quindi cerca di trovare chi ne è in possesso e scopre che questi non è altro che uno studente universitario afro-americano (nel frattempo anche la Divisione è sulle tracce del giovane e tramite una falsa esercitazione utilizza le reclute per scovarlo). Nikita e Jill trovano la casa del ragazzo vicino al campus universitario in Virginia e cercano di metterlo in guardia, ma questo pensa di essere finito in mano a degli assassini e fugge pensando che fuori ci sia la polizia in cerca di Jill, non sapendo che invece sono agenti della Divisione, e viene così ucciso. Nel mentre Nikita e Jill caricano il video su Internet che ritrae un aeroplano di una compagnia privata pieno di cocaina schiantatosi sui monti Appalachi e, tramite un brillante diversivo, riescono poi a scappare dalla Divisione. Il video finisce dunque grazie a Jill nelle mani della polizia e dei media, i quali diffondono l'informazione riguardante il traffico di droga coperto dalla Divisione tra un cartello colombiano e il capo di tale compagnia, mentre Alex riferisce a Nikita che il loro tentativo di depistaggio interno è stato scoperto dall'agenzia.
- Ascolti USA: telespettatori 3 220 000[5]
- Ascolti Italia: telespettatori 1 025 000 – share 5.59%[6]

## Sporco traffico
- Titolo originale: Rough Trade
- Diretto da: Nick Copus
- Scritto da: Carlos Coto

### Trama
Nikita, colta dal rimorso per aver ucciso un funzionario del governo di nome Victor Han durante la sua prima missione sei anni prima, decide di prendere di mira la Triade del Cerchio Rosso, l'organizzazione criminale cinese che gestisce un traffico di schiavi per un laboratorio clandestino che produce a New York capi di alta moda. Questa volta non può però contare sull'aiuto di Alex, la quale è alle prese con dei fantasmi del suo passato e da cui riesce a liberarsi solo grazie all'aiuto di Amanda. Nonostante questo Nikita prosegue la sua missione e viene a scoprire in un night-club dell'organizzazione una realtà sconcertante: l'uomo che lei era convinta di aver ammazzato è vivo e vegeto e è il capo della Triade. Perciò decide di partire per Hong Kong dove, grazie al provvidenziale aiuto del suo ex istruttore Michael (il quale ha nel frattempo saputo da Percy che in realtà la sua uccisione era stata una messinscena per coprire una grave falla nel Dipartimento della Sicurezza Interna ed evitare ritorsioni da parte della Triade), riesce a far arrestare il criminale costringendo Percy a modificare i suoi piani.
- Ascolti USA: telespettatori 2 682 000 – share 3%[7]
- Ascolti Italia: telespettatori 1 005 000 – share 9.78%[6]

## Il custode
- Titolo originale: The Guardian
- Diretto da: David Solomon
- Scritto da: Albert Kim
- Guest star: Stan Lee

### Trama
Durante una normale missione di routine della Divisione in Pakistan per sgominare una cellula di fondamentalisti islamici wahhabiti, Percy viene improvvisamente contattato da uno dei suoi "custodi" in possesso della "scatola nera" il quale lo informa, dopo aver nel frattempo sgominato in grande stile una rapina in banca, di un'interruzione nell'aggiornamento dei dati contenuti nella sua pen-drive (mascherando in realtà l'apparente furto della scatola nera). Percy lascia così precipitosamente la sede della Divisione, delegando la guida dell'operazione in corso a Michael, e si reca in aereo a Montréal in Canada per risolvere personalmente la questione e recuperare l'hard-disk. Tuttavia, allertata da Alex, Nikita riesce a trovare Owen Elliot prima di lui presso una scuola abbandonata e poi a salvargli la vita nel momento in cui, avendo commesso troppi errori e volendo comunque fuggire per amore, viene catturato dalla Divisione una volta che gli hanno ucciso la fidanzata e destinato a morte certa con un duro interrogatorio su una nave ancorata al vecchio porto cittadino dal quale però riesce a liberarsi. Intanto sembrano crescere i malumori tra Percy e Michael poiché quest'ultimo, insospettito fin dall'inizio dallo strano comportamento del suo capo e maldestramente aiutato da Birkhoff, si era introdotto (come del resto anche Alex ma a loro insaputa, poi scoperta da Thom una volta uscita) nello studio del primo per cercare di capire qualcosa sul custode e i preziosi segreti contenuti nelle scatole nere.
- Ascolti USA: telespettatori 2 900 000[8]
- Ascolti Italia: telespettatori 998 000 – share 5.47%[9]

## Resistenza
- Titolo originale: Resistance
- Diretto da: Guy Ferland
- Scritto da: Kalinda Vasquez
- Guest star: Devon Sawa (Owen Elliot), Sammy Sheik (Bashir Maro/Agente Rahal), Omid Abtahi (fratello di Bashir/Amir).

### Trama
Mentre Nikita si prende cura del custode ferito cercando di conquistare la sua fiducia e farsi dire dove ha sotterrato la scatola nera, Alex viene sottoposta prima a una fallimentare simulazione di interrogatorio sull'agente Rahal che si è in realtà finto un terrorista islamico e poi a una dura prova di resistenza che consiste invece in un apparente rapimento con conseguente interrogatorio dove stavolta è lei che non deve rivelare sotto tortura ad Amir le informazioni cruciali sulla Divisione. Alex però non può fare a meno di cedere di fronte alla morte simulata di Thom e, credendo di averlo ucciso, riesce a fuggire dal rifugio nel quale era stata rinchiusa. La ragazza contatta allora Nikita da una vicina stazione di servizio ma Michael giunge sul posto contemporaneamente a lei grazie al localizzatore che la fuggiasca ha sempre addosso: Alex viene quindi convinta da Michael, che non si è ancora accorto della presenza di Nikita, a tornare alla Divisione promettendole che non verrà uccisa (dunque sia Alex che Michael hanno superato la prova di Percy e il legame tra i due ne esce rafforzato). Nel frattempo Owen, dopo aver confessato a Nikita di aver dovuto eliminare il suo fidanzato su ordine diretto di Percy, ne approfitta per scappare dal suo appartamento e ritornare a Montréal in modo da poter recuperare la scatola nera che aveva sepolto in un parco pubblico prima di essere preso.
- Ascolti USA: telespettatori 2 815 000 – share 3%[10]
- Ascolti Italia: telespettatori 862 000 – share 7.39%[9]

## La recluta
- Titolo originale: The Recruit
- Diretto da: Eagle Egilsson
- Scritto da: Amanda Segel

### Trama
In seguito a una simulazione di scontro a fuoco ravvicinato a due squadre Sara, definita la recluta peggiore del corso, viene attivata per una missione di infiltrazione (a sua insaputa suicida) con lo scopo di creare seri problemi a una associazione ambientalista mediante un attentato nella sede centrale di una potente compagnia petrolifera. Alex riesce però ad avvisare in tempo Nikita che impedisce la morte di Sara prima disturbando la frequenza del comando di innesco delle microcariche contenute nel suo gilet e poi, dopo averglielo tolto, facendo saltare in aria il furgone di appoggio dell'agenzia.
Entrambe si metteranno quindi d'accordo per produrre un nuovo video con lo scopo di addossare la colpa dell'attentato proprio alla compagnia petrolifera anche se Sara confesserà a Nikita che, cinque anni prima di diventare una recluta, ella aveva dato alla luce un figlio e che intendeva ritrovarlo dal momento in cui, per volere dei suoi genitori, era stato affidato in adozione a un'altra famiglia. Con una nuova identità fornitale da Nikita, Sara riuscirà però a fuggire e metterà nuovamente a repentaglio la sua incolumità per riprenderselo, salvandosi ancora una volta in extremis da una trappola della Divisione (che ora, grazie allo stratagemma messo in atto da Nikita, la crede morta nel conflitto a fuoco permettendole in tal modo di condurre una nuova vita). Nel frattempo Robbie, la recluta più anziana del corso, viene promosso da Amanda come guardia della sicurezza interna ma lui, che da sempre sognava di diventare agente operativo per poter girare il mondo, non la prende affatto bene e scatena un putiferio ammazzando alcuni suoi colleghi: verrà così neutralizzato da Alex ma sarà fatto credere a tutte le reclute che sia stato punito con la morte anche se poi in realtà, per le doti dimostrate durante la sparatoria, viene finalmente promosso ripulitore.
- Ascolti USA: telespettatori 2 483 000 – share 2%[11]
- Ascolti Italia: telespettatori 1 205 000 – share 6.75%[12]

## La fenice
- Titolo originale: Phoenix
- Diretto da: David Barrett
- Scritto da: James Barnes

### Trama
Arrivata a Washington D.C., Nikita per poco non riesce a impedire a Thom (una recluta alla sua prima missione da agente operativo che si è col tempo invaghito di Alex) di assassinare Anna Harcourt, una giovane tirocinante presso il Dipartimento di Stato. Messasi sulle tracce del suo passato per scoprire perché la Divisione ha voluto toglierla di mezzo simulando una rapina finita male, Nikita riesce dunque a trovare il suo ex fidanzato Oliver che lavora in un bar per poi scoprire che la ragazza ha sedotto un importante senatore degli Stati Uniti lavorando come escort in un esclusivo club privato per miliardari: quest'ultimo ha perciò chiesto aiuto a Percy per occultare ogni prova di un suo imbarazzante coinvolgimento di fronte all'opinione pubblica in cambio dell'approvazione all'unanimità dello stanziamento di nuovi cospicui fondi destinati all'intelligence da parte della commissione parlamentare che lui stesso presiede. Quando scopre che la ragazza è rimasta incinta prima di essere uccisa, Nikita riesce a fuggire con un abile diversivo dal Dipartimento di Stato, inseguita dai sicari della Divisione che l'hanno rintracciata, e si reca quindi a dare la triste notizia ai genitori di Anna: capisce però ben presto che loro sono in realtà degli agenti infiltrati di un'organizzazione paramilitare segreta russa chiamata Gogol e che Anna era anch'essa una spia sotto copertura. Nikita viene così fatta prigioniera (anche se la Divisione è comunque riuscita a tracciare una chiamata su una linea non protetta fatta da Vladimir al suo supervisore Ari Tasarov) e le viene iniettata una pericolosa tossina che la ucciderà entro 12 ore a meno che non prenda l'antidoto, che le verrà fornito solo dopo aver assassinato il senatore Kerrigan al posto dei russi. Fortunatamente per lei Alex riesce a farsi mandare dal dottor Hanson nell'infermeria in seguito a un combattimento corpo a corpo in cui fa credere di avere avuto la peggio e a trovare così l'antidoto nell'armadietto: l'unico problema è che, essendo chiuso dall'esterno, deve forzarlo per prendere una pillola e rimettere tutto al suo posto prima di essere scoperta; poi, seducendo Thom (il quale fa ora parte della squadra d'assalto di Michael incaricata di proteggere il senatore), non le resta altro che infilargli la pillola rubata nella tasca della giacca. Essendo stata avvertita da Alex, Nikita fa dunque in modo di far uccidere Vladimir da una parte della squadra di Michael e, dopo essersi intrufolata nel club in cui vi è un ricevimento in corso, neutralizza Thom nella cucina per prendersi l'antidoto e scappa dalla Divisione salvando così il senatore (che a questo punto non può fare altro che dimettersi in seguito alla fuga di notizie sulla sua relazione sentimentale). Quando Nikita ritrova poi Tasarov in una macchina parcheggiata fuori dal bar di Oliver, il russo le chiede di unirsi alla sua organizzazione per dare battaglia alla Divisione e trovare insieme tutte le scatole nere, ma lei rifiuta categoricamente l'offerta e continua per la sua strada.
- Ascolti USA: telespettatori 2 411 000 – share 2%[13]
- Ascolti Italia: telespettatori 792 000 – share 7.79%[12]

## Senso unico
- Titolo originale: One Way
- Diretto da: Ken Fink
- Scritto da: Albert Kim

### Trama
Michael viene mandato da Percy in missione non ufficiale e senza copertura in Uzbekistan per permettergli di uccidere il superterrorista Kassim Tariq (ovvero il responsabile dieci anni prima della morte della sua famiglia in Yemen e motivo principale per il quale egli è poi entrato nella Divisione con Percy) durante un incontro con un riciclatore uzbeko di denaro sporco di nome Timur Ahmedov: Nikita, dopo lunghe ricerche sul terrorista durate un anno, riesce a trovare Michael per conto suo nella suite di un hotel a Tashkent e gli propone di accettare il suo aiuto. Nikita aggancia perciò l'uzbeko al bar dell'hotel e, sfruttando la sua notevole avvenenza, gli sottrae sia la chiave elettronica della stanza che il suo cellulare per poi clonare i dati della sua SIM e permettere anche a Michael di perquisire la camera. Facilitata dalla manifesta ubriachezza dell'uomo, ella riesce a restituirgli il cellulare come se nulla fosse accaduto mentre Michael per un pelo non viene scoperto dal bodyguard dell'uomo: a ogni modo trovano il modo di risalire al luogo dell'incontro, ovvero una casa isolata alla periferia della città. Tuttavia, appena Percy e Amanda si accorgono che Nikita sta aiutando Michael, essi mandano una squadra di agenti della Divisione proprio sul luogo dell'incontro per uccidere la fuggiasca ma di fatto riescono solo a compromettere irreparabilmente la missione di Michael, il quale viene anche catturato dal terrorista e portato via con la macchina del defunto Ahmedov fino al suo nascondiglio. Nikita riesce allora a risalire alla posizione dell'auto attraverso l'antifurto satellitare e a salvare così Michael in tempo ma quest'ultimo, ferito e ancora stordito dalle torture subite, vuole a tutti i costi eliminare Kassim scaricando Nikita in mezzo a una strada (anche se sa benissimo che questo potrebbe costargli la vita). Per tentare di fermarlo Nikita si impossessa allora di un'auto della polizia e, giunta all'aeroporto, non può far altro che farlo catturare dalle guardie della sicurezza interna proprio mentre Kassim sta per salire su un aereo diretto in Yemen (ma così ha compromesso qualsiasi rapporto con Michael che ormai, una volta rimpatriato dalla Divisione, non si fida più di lei).
Nel frattempo Alex, che stava ovviamente aiutando Nikita per fornirle codice e frequenza del localizzatore di Michael in modo tale da tracciarne l'esatta posizione, rischiava di far saltare la sua copertura quando si è recata in infermeria per cercare le informazioni necessarie nel computer del dottor Hanson: infatti quest'ultimo ha scoperto che il suo computer era stato lasciato aperto proprio da Alex e lei, per non cedere alle sue avances in cambio del silenzio, è stata costretta a metterlo fuori combattimento. Ricattando la sua rivale Jaden con una fotografia compromettente, Alex riesce quindi a ottenerne la piena collaborazione per smentire il racconto del dottore di fronte a Percy e Amanda riguardo all'aggressione subita e a salvare dunque la propria posizione all'interno della Divisione. 
- Ascolti USA: telespettatori 2 330 000 – share 2%[14]

## Materia oscura
- Titolo originale: Dark Matter
- Diretto da: Danny Cannon
- Scritto da: Carlos Coto

### Trama
Owen, il custode disertore di una delle scatole nere, chiede l'aiuto di Nikita per terminare ciò che aveva iniziato: egli aveva infatti diffuso dalla sua pen-drive il video di una telecamera di sorveglianza che fa piena luce sull'omicidio di Andrés Quintana, un candidato alle elezioni presidenziali cilene, da parte di ignoti sicari della Divisione scatenando violente proteste popolari antiamericane. Percy cerca allora in tutti i modi di insabbiare il suo coinvolgimento incastrando Ryan Fletcher, un giovane analista della CIA che ipotizza di fronte al vice-direttore John Fiedler (che si scopre poi essere in realtà legato a Percy) l'esistenza di un corpo paramilitare clandestino appoggiato da alcuni membri nel governo. I due progettano così in gran segreto di mandarlo in Cile per indagare e poi di farlo catturare da un gruppo di guerriglieri locali una volta giunto nel Paese affinché venga lui stesso accusato dell'omicidio, attraverso un'abile operazione di depistaggio mediatico, e di conseguenza giustiziato. Owen e Nikita partono quindi per Santiago e riescono a liberare Fletcher in tempo dal loro nascondiglio sulle montagne ma, per sfuggire agli uomini della Divisione anche loro intervenuti sul posto, vengono a loro volta catturati nel bosco da un reparto dell'Esercito degli Stati Uniti in perlustrazione. Sull'aereo militare che li riporta in patria, Nikita decide allora di raccontare a Fletcher la verità sulla Divisione mentre Owen gli fornisce anche la pen-drive con le prove necessarie, dopodiché i due riescono a lanciarsi con il paracadute dall'aereo. Alla fine, Fiedler verrà ovviamente tolto di mezzo dalla Divisione mentre Owen riporta la scatola nera di cui era in possesso a Nikita che, senza pensarci su due volte, la distrugge e promette di fare lo stesso con le altre 7 (ovvero 6 più quella fondamentale nelle mani di Percy).
Nel frattempo all'interno della Divisione, Percy richiama l'ingegnere che in passato aveva costruito l'intero sistema di cifratura e archiviazione di tutte le scatole nere in modo da coprire via wireless la fuga di dati: nonostante Jaden abbia deciso di spiare Alex per capire cos'ha in mente e cerchi di incastrarla, la ragazza riesce a ogni modo a scoprire l'ubicazione di un'altra scatola nera a Londra mentre assiste attonita, nascosta nell'impianto di ventilazione, all'uccisione dell'ingegnere da parte di Percy, il quale viene dunque sostituito nel ruolo dallo stesso Birkhoff.
- Ascolti USA: telespettatori 2 297 000 – share 2%[15]

## Fino in fondo
- Titolo originale: All the Way
- Diretto da: Terrence O'Hara
- Scritto da: Craig Silverstein

### Trama
Ad Alex viene assegnata la prima missione che se avrà successo potrà promuoverla ad agente operativo, ovvero uccidere con una siringa ipodermica riempita di cloruro di potassio un potente boss della mafia armena, Gadiel Zoman, in occasione del ricevimento nella sua tenuta per il matrimonio di sua figlia Bria: Nikita si offre allora di ucciderlo al suo posto ma Alex, dopo aver affrontato sotto copertura la ricognizione nella quale doveva solo raccogliere delle fotografie per preparare l'infiltrazione, rimane convinta di poter fare tutto da sola. Una volta tornata all'agenzia, Thom le suggerisce però di guardarsi le spalle da Jaden e le rivela quanto sia psicologicamente difficile uccidere qualcuno per la prima volta (infatti un flashback le richiama alla mente quando dovette uccidere, senza poi riuscirvi se non grazie all'intervento di Nikita, un trafficante di droga di nome Kyle Lenkov proprio per cercare di farsi notare dalla Divisione ed entrarvi come potenziale recluta). Nel frattempo Birkhoff trova tramite una nuova procedura diagnostica del sistema la shell pirata della chat grazie alla quale Nikita e Alex comunicavano bypassando il potente firewall della Divisione ma non riesce tuttavia a stabilire chi è la talpa all'interno dato che Nikita, contattata da Percy proprio mentre è intenta a piazzare cimici e telecamere di sorveglianza nella tenuta e del tutto ignara che Birkhoff l'abbia scoperta, non ne rivela il nome nell'interfaccia.
Durante l'operazione vera e propria, qualcosa però va storto quando Nikita decide di attivare un diversivo e, appena capisce che la chat è stata compromessa dall'organizzazione, si sposta dalla sua postazione sul tetto della villa per andare a salvare Alex quando, a causa di un blocco psicologico, non riesce a eliminare l'obiettivo e viene quasi catturata dalle guardie del corpo. Così facendo una delle due squadre di appoggio esterno guidata da Michael è costretta a intervenire per impedire la fuga del boss, che viene a sua volta ucciso da Thom durante la sparatoria, mentre per non essere scoperte a collaborare quando vengono messe in trappola durante la loro fuga, Nikita non ha altra scelta se non quella di consegnarsi alla Divisione per dare tutto il merito ad Alex. Durante l'interrogatorio tra Amanda e Nikita volto a estorcerle informazioni su chi sia il suo contatto all'interno e dove si trovi la scatola nera in suo possesso, Alex si reca allora prima in infermeria da Michael (il quale, nonostante i sospetti nei suoi confronti per come sia riuscita a catturare la fuggiasca, le suggerisce di sostenere nel briefing post-missione che la sua arma si era inceppata proprio per non incorrere in punizioni) e poi riesce a creare un diversivo facendo esplodere due cariche nella sala mensa e nel condotto di ventilazione proprio sopra la stanza degli interrogatori. Thom riesce comunque a capire che è proprio Alex la talpa ma, durante la colluttazione tra i due, egli rimane ucciso accidentalmente e la ragazza ne approfitta per incastrarlo mettendogli il badge rubato alla guardia nel taschino della giacca: Nikita riesce così a fuggire dalla Divisione senza incontrare particolari resistenze mentre Percy alla fine promuove comunque Alex al ruolo di agente operativo per essere riuscita a eliminare quella che lui crede essere la talpa.
- Ascolti USA: telespettatori 2 292 000 – share 2%[16]

## Libera
- Titolo originale: Free
- Diretto da: Jonathan Glassner
- Scritto da: Kalinda Vasquez

### Trama
Dopo averle impiantato un nuovo localizzatore alla base del collo, Alex viene finalmente fatta trasferire dalla Divisione in un nuovo appartamento (dove poi conoscerà il suo nuovo vicino Nathan e alcuni dei suoi amici durante un party) e le viene fornita sia una nuova identità che un lavoro di copertura in un'agenzia di marketing. Quando Nikita ritrova Alex in un negozio di arredamento e scopre che il suo localizzatore contiene un chip che può rivelarsi mortale, ella si mette in contatto in un ristorante con Ryan Fletcher per chiedergli di far arrestare Birkoff dalla CIA con l'accusa di gravi reati informatici commessi come hacker prima del suo ingresso nella Divisione. In seguito affida ad Alex un disco mediante il quale lei dovrà inserire da un computer della Divisione un malware nella rete per creare un diversivo (ovvero un simpatico messaggio promozionale di Nikita su tutti gli schermi dell'organizzazione per far credere che quel video fosse il vero scopo per il quale ella aveva condotto quell'operazione) così da permetterle nel frattempo di usare, dagli uffici in cui è tenuto prigioniero Birkhoff, il suo computer (senza far scattare il dispositivo di sicurezza che scioglierebbe l'hard-disk) per poter clonare e riconfigurare il segnale del localizzatore di Alex entrando nel database. Sfortunatamente alla Divisione riescono però a capire che il loro genio informatico è stato rapito proprio da agenti della CIA legati a Fletcher e così Michael riesce a trovare Birkoff, ma si fa scappare Nikita per un soffio e viene così arrestato dagli agenti della sorveglianza. Grazie alle conoscenze di Percy nelle alte sfere della CIA, i due vengono dunque liberati mentre Ryan viene declassato dal suo nuovo vice-direttore Barbara Harrison ad archivista ma Nikita per consolarlo lo bacia e gli promette di farne un eroe.
- Ascolti USA: telespettatori 2 619 000 – share 3%[17]

## I gioielli della Corona
- Titolo originale: Coup de Grace
- Diretto da: Nathan Hope
- Scritto da: Albert Kim

### Trama
Alex avvisa Nikita che farà parte della squadra incaricata di assassinare sotto copertura il principe Erik di Georgia quando presenzierà assieme a sua moglie alla serata inaugurale nel museo dove vengono esposti i gioielli della corona. Dopo aver scoperto che il contatto interno della Divisione è il capo dell'intelligence militare e della scorta reale Anton Zahidov, Nikita arriva al museo spacciandosi per un'esperta di gioielli antichi in modo da mettere in salvo il principe ma la principessa Kristina, la vera mandante dell'assassinio a Percy, riesce con l'inganno a neutralizzarla e catturarla prima dell'arrivo della squadra. Tuttavia Nikita riesce a eliminare Zahidov e a portare con sé il principe prima della programmata irruzione: egli le rivela così che egli ha intenzione di separarsi dalla moglie (visto che il matrimonio era stato combinato solo per restaurare l'unità nel Paese sotto la monarchia) e rinunciare al trono perché ama in realtà un'altra donna, la sua segretaria personale Leela Kantaria. Nikita cerca così di salvare anche lei chiedendo ad Alex, attraverso la ricetrasmittente di Leela, di attivare l'allarme silenzioso della sala controllo per far arrivare sul posto la polizia e far circondare l'edificio ma l'intervento di un altro team d'assalto travestito da agenti dell'FBI e guidato da Michael riesce a limitare i danni per la Divisione ma, grazie all'aiuto indiretto di Alex, non evita né la fuga dal tetto dell'edificio di Leela ed Erik né l'esfiltrazione di Nikita che nel frattempo, approfittando della spessa coltre creata dall'attivazione dell'halon, ha neutralizzato un agente e preso la sua divisa. Alla fine, una volta ritornato in patria, il principe fa arrestare la moglie per alto tradimento mentre Michael quando rientra alla base incomincia a sospettare della collaborazione tra Nikita e Alex rivedendo più volte il video di una telecamera di sicurezza a circuito chiuso del museo.
- Ascolti USA: telespettatori 2 376 000 – share 2%[18]

## Seduzione mortale
- Titolo originale: The Next Seduction
- Diretto da: David Solomon
- Scritto da: Carlos Coto

### Trama
Fletcher scopre per caso che il trafficante d'armi Emil Voss si è impossessato di una pericolosa bomba radioattiva all'avanguardia in seguito alla misteriosa uccisione avvenuta tre giorni prima a Berlino dell'agente della CIA Chris Conahan che doveva incontrare quella notte un corriere di nome Jurgen, ma viene ignorato dai suoi superiori e così si rivolge a Nikita (che conobbe Voss quattro anni prima a Parigi per via di una vecchia missione che la Divisione le affidò) la quale si reca allora allo Chalet Margeaux sulle montagne del Québec (Canada) impersonando nuovamente Joséphine Besson, ovvero la sua vecchia copertura di banchiera. Arrivata sul posto viene però subito scoperta da Voss (dal momento che si ricordava benissimo che tutti i suoi migliori fornitori erano stati arrestati dai servizi segreti americani proprio quando gli venne fatto credere che lei era stata presa in custodia dall'Interpol a causa di alcuni problemi con la giustizia svizzera) ma capisce anche che, dopo aver neutralizzato un corpulento sicario di Tasarov, l'uomo in realtà era stato incaricato dalla Gogol di vendere l'arma ma poi una volta pentitosi, stava cercando di disertare utilizzando il suo falso nome Jurgen per affidare la stessa agli americani in cambio dell'asilo politico. Con l'aiuto di Nikita e Fletcher, Voss riesce allora a far rientrare la bomba contenuta in un piccolo trolley da viaggio in territorio americano passando il confine assieme alla CIA ma quando Nikita, guardando il filmato di Fletcher ripreso dalle telecamere a Berlino, capisce che fu invece il ripulitore della Divisione Roan e non la Gogol a uccidere il loro agente infiltrato è ormai troppo tardi: quando li raggiunge in moto lungo la strada, l'intervento della Divisione ha già infatti provocato la morte di tutti gli occupanti del veicolo e il furto della bomba. Solo quando riceve una telefonata di Percy Nikita si rende conto che fin dall'inizio era stata da lui manovrata assieme a Fletcher per depistarli e fare il suo gioco personale: di conseguenza riesce dunque a scoprire, con l'aiuto di Alex, che la Divisione userà l'aeroporto di Herndon per portare a casa la bomba e vi conduce così gli uomini della Gogol che ingaggiano uno scontro a fuoco durante il quale lei riesce sia a ingannare i russi che a mettere al sicuro la vera bomba (che sta viaggiando nell'altra auto con Fletcher a bordo fino al quartier generale di Langley), facendo ottenere al giovane la promozione al grado di analista per le operazioni clandestine con credenziali più elevate rispetto al suo vecchio ruolo. Nel frattempo Alex e Nathan, nonostante l'intrusiva interferenza di Michael per cercare di proteggere lei stessa e la sua copertura, hanno approfondito la reciproca conoscenza e iniziato una storia d'amore con il placet di Nikita.
- Ascolti USA: telespettatori 1 886 000 – share 2%[19]

## Alexandra
- Titolo originale: Alexandra
- Diretto da: Ken Fink
- Scritto da: Andrew Colville

### Trama
Durante una missione di spionaggio industriale mirata ad agganciare al Mercer Grand Nightclub il giovane magnate dell'high-tech Dustin Zimmer e rubare il cellulare-prototipo OCULUS, Alex si imbatte casualmente nella toilette in una sua vecchia conoscenza, Irina, risalente al periodo in cui lei venne sfruttata negli Stati Uniti, ancora adolescente, come prostituta da un criminale di nome Vladimir Ivanov finché non venne poi liberata da Nikita e infiltrata nella Divisione. Nel tentativo di aiutarla a rifarsi una nuova vita, Alex viene però catturata da Vlad e dai suoi uomini, che ora conoscono la sua vera identità, e dunque imprigionata in una gabbia nel loro nascondiglio situato nel seminterrato di un vecchio magazzino di pellicce: la vicenda risale infatti a sei anni prima in seguito alla morte del padre Nikolai Udinov (l'oligarca russo proprietario della compagnia petrolifera Zetrov assassinato nella sua tenuta su commissione proprio dalla Divisione) quando venne affidata da Nikita al suo autista personale e poi da lui venduta in Ucraina a Vlad sotto mentite spoglie affinché non venisse mai ritrovata dai nemici di suo padre. Appena la Divisione si accorge che non è più all'interno della discoteca e non riesce a rintracciarla attraverso il suo localizzatore, Birkhoff risale a Irina attraverso il fermo-immagine di un video di sorveglianza del locale e quando Michael si reca sotto copertura da un boss della mafia russa di sua conoscenza per ottenere informazioni più precise sul giro della prostituzione russa, si ritrova faccia a faccia nei bagni turchi con Nikita per lo stesso motivo, la quale fintasi massaggiatrice era intenta a minacciare il boss e suoi luogotenenti con una mina Claymore rivelatasi poi essere del tutto innocua. Dopo aver neutralizzato le guardie del corpo del boss ed essere fuggiti dall'edificio inseguiti dalla polizia, Michael accetta così di lavorare assieme a lei per liberarla in cambio del prototipo: durante il blitz nel nascondiglio sotterraneo, riescono così a liberare tutte le prostitute e a ritrovarla ancora viva. Infatti, mentre Vlad viene avvertito del pericolo dagli spari contro i suoi uomini della mafia russa, Alex riesce a liberarsi con l'aiuto di Irina (anche se era stata in precedenza drogata con una siringa) e a ucciderlo per riprendersi anche l'orologio di suo padre: prima di sparargli però la ragazza gli confessa di essere l'unica figlia di Udinov e il tutto viene registrato dalla videocamera che sarebbe servita a lui come prova da rivendere a caro prezzo ai nuovi vertici della Zetrov che da tempo la stanno cercando per eliminarla. Il video viene così visionato da Nikita, che ottiene conferme sulle vere origini di Alex mentre Amanda cerca anche lei di scavare nel passato della ragazza approfittando del fatto che quest'ultima, riportata da Michael alla Divisione con addosso il prototipo lasciatole da Nikita, è ancora sotto l'effetto allucinogeno della droga e in preda alla crisi da astinenza.
- Ascolti USA: telespettatori 2 100 000 – share 2%[20]

## Risonanze
- Titolo originale: Echoes
- Diretto da: Nick Copus
- Scritto da: Kristen Reidel

### Trama
Amanda vuole capire qual è il vero segreto del passato di Alex inducendola con l'ibogaina e il metadone in uno stato di trance per farle rivivere nel subconscio gli eventi traumatici e le paure più rilevanti della sua vita, mentre Nikita cerca invece di creare assieme al suo falsario di fiducia Gustav una nuova identità per aiutarla a espatriare perché la crede in pericolo. Durante l'interrogatorio nell'infermeria Alex sembra continuamente fuggire da qualcosa o da qualcuno assieme alla sua proiezione mentale che la ritrae da ragazzina ma in realtà sta scappando solo da sé stessa perché inconsciamente non vuole in eredità l'impero economico creato dal padre: ma mentre sta per rivelare il tutto ad Amanda, Michael interviene per proteggerla e pone dunque fine all'interrogatorio (per Amanda però quello che ha visto e sentito è già sufficiente per dire a Percy che Alex potrebbe essere una "nuova Nikita" e quindi il suo consiglio sarebbe quello di eliminarla). Nel frattempo Michael, con l'aiuto tecnico di Birkhoff, è riuscito dopo numerosi quanto vani tentativi a individuare il covo di Nikita attraverso l'ascolto delle risonanze contenute in un messaggio audio registrato tra lui e Alex: la puntata termina dunque con Michael che punta un fucile a pompa a Nikita, completamente sorpresa di trovarlo dentro casa sua.
- Ascolti USA: telespettatori 2 136 000 – share 2%[21]

## L'alleanza
- Titolo originale: Covenants
- Diretto da: Eagle Egilsson
- Scritto da: Jim Barnes

### Trama
Michael minaccia di rivelare a Percy e Amanda la copertura di Alex nell'agenzia (la quale nel frattempo vuole lasciare Nathan per proteggerlo dalla Divisione ma ovviamente senza riuscirci) se Nikita non lo aiuta a trovare Kassim entro 24 ore: quindi Nikita, decisa in cuor suo ad assecondarlo affinché lui si unisca poi alla sua guerra personale contro la Divisione, è costretta a recarsi a San Pietroburgo e, una volta presa in custodia dagli uomini di Tasarov al rendez-vous notturno nel Parco della Vittoria e portata in un teatro al suo cospetto, a fingere di collaborare con la Gogol allo scopo di chiedere il permesso per far saltare in aria un carico di eroina del terrorista al confine tra Russia e Cecenia in modo tale da farlo venire allo scoperto, in cambio di supporto organizzativo e benevola neutralità. Così, una volta che Kassim torna in Russia da Parigi per chiedere spiegazioni a Tasarov sul perché non l'abbia sufficientemente protetto dall'attentato subìto, Nikita riesce a catturarlo fuori dal teatro (ma deve quindi tradire, per la terza volta, quelli della Gogol) e lo imprigiona nella stessa casa in cui lei e Michael avevano vissuto nei 5 anni precedenti (in occasione della loro prima missione oltreoceano e nella quale si erano innamorati). Di conseguenza chiama Michael per informarlo dell'avvenuta cattura ma tenta a sua volta di ricattarlo chiedendogli di entrare in possesso di tutti i dati riguardanti la posizione e l'identità di tutti i guardiani delle scatole nere (anche se lui decide poi di ingannarla e raggiungerla comunque in Russia dopo 12 ore senza aver nulla in mano, disattendendo però gli ordini di Percy che lo voleva invece alla Divisione per occuparsi assieme a lui di un'altra faccenda). Tuttavia Kassim ha addosso un localizzatore GPS sottocutaneo e, senza che lei si accorga di nulla, Nikita si trova quindi ben presto nel bel mezzo di un'imboscata tesale dagli uomini di Kassim per liberarlo ma Michael riesce a salvarla in tempo e a uccidere uno a uno tutti i sicari: Kassim allora si rassegna e rivela loro che in realtà lui a quel tempo lavorava per Percy alla Divisione come agente operativo e che dovette uccidere la sua famiglia a tradimento (con Michael che sarebbe addirittura dovuto perire nell'attentato assieme alla moglie Elizabeth e la figlioletta Hayley) proprio per potersi creare una solida copertura utile a infiltrarsi all'interno dei gruppi terroristici della jihad islamica internazionale. Dopo aver ucciso Kassim a bruciapelo ed essersi resi conto entrambi di esser stati cinicamente manipolati, Nikita e Michael si accordano dunque per eliminare Percy solamente dopo aver dato la caccia a tutte le scatole nere sparse in giro per il mondo (proprio perché, se Percy morisse prima, sarebbero potute finire in mani sbagliate): l'episodio finisce dunque con i due che si baciano appassionatamente e con Michael che decide di continuare a fingere di collaborare con l'organizzazione per portare avanti segretamente il suo piano di vendetta.
- Ascolti USA: telespettatori 1 821 000 – share 2%[22]

## Nell'oscurità
- Titolo originale: Into the Dark
- Diretto da: Jeffrey Hunt
- Scritto da: Albert Kim

### Trama
Owen irrompe improvvisamente a casa di Nikita, la quale è nel frattempo a letto con Michael, per avvertirla che è riuscito dopo tre mesi a circoscrivere la localizzazione della persona che custodisce la scatola nera di Percy a Londra ma che ancora non ne conosce la vera identità: Nikita incarica così Michael di scoprirla utilizzando le sue credenziali di accesso all'interno della Divisione mentre lei e Owen sarebbero partiti insieme aspettando le informazioni da lui ricavate. Nel frattempo Alex decide di eliminare dal sistema computerizzato della Divisione qualsiasi traccia che la possa collegare al suo fidanzato Nathan ma viene improvvisamente convocata da Amanda in sala controllo per aiutarla a interrogare Jaden riguardo al fallimento dell'operazione Emerald Eagle sul furto di un progetto aziendale all'avanguardia, sfruttando l'ostilità che si è creata tra le due ragazze durante l'addestramento per reclute. Amanda inizia allora a sospettare della sincerità di Alex a fronte delle specifiche accuse di Jaden e la sottopone dunque a un nuovo interrogatorio con l'ausilio di una potente macchina della verità: per salvarsi, la ragazza è costretta ancora una volta a far ricadere la colpa su Thom dimostrando di aver compiuto solo il suo dovere di agente per fermarlo (mettendo così nei guai Michael che ne era il suo diretto supervisore e ne aveva patrocinato la promozione ad agente operativo). 
Una volta arrivati nel suo appartamento a Camden Town e dopo averle spiegato che tale ruolo implica sia una copertura che responsabilità maggiori rispetto a dei normali ripulitori (necessitando però in compenso di un ferreo regime di controllo metabolico che ne fa dei perfetti assassini), Owen si mette assieme a Nikita sulle tracce del custode nel porto cittadino sul Tamigi per cercare, sulla base delle prime informazioni fornite da Michael, il container A-541: quest'ultimo contiene infatti tutte le armi e la strumentazione tecnico-operativa del custode che, appena si accorge della loro presenza attraverso una telecamera nascosta, attiva il congegno per fare esplodere tutto ma entrambi riescono a salvarsi per un soffio. Nonostante Michael stia per arrivare con una squadra d'assalto mandata da Percy per dar loro la caccia, i due riescono a scoprire che il custode ha nascosto la sua scatola nera in una cassetta di sicurezza della Royal Birkham Bank e, una volta arrivati sul posto, lo inseguono per catturarlo ingaggiando uno scontro fisico durante il quale viene scaraventato da Owen giu da un ponte su un fiume riuscendo però a cavarsela: tuttavia il ragazzo comincia a entrare in crisi d'astinenza e reagisce in modo violento e imprevedibile (a causa delle sostanze che è costretto ad assumere per sopravvivere) mettendo fuori combattimento Nikita e scappando con la scatola nera per poter divulgare le informazioni ivi contenute. Così mentre Owen cerca di attivare da un internet café a Westminster la scatola nera senza riuscirvi (perché i dati biometrici in essa contenuti non corrispondono all'identità del guardiano che la custodisce), Nikita torna all'appartamento di Owen e riesce a convincere Michael a non fargli del male nonostante egli affermi che per lui ormai non ci sia più nulla da fare. Quando chiama Percy per avvertirlo che avrebbe rivelato tutti i suoi segreti, Owen viene però rintracciato dalla Divisione alla Saint Christopher's Church ma riesce ugualmente a uccidere il guardiano e gli altri tre killer senza particolari problemi: tuttavia proprio mentre provava ad attivarla e a sincronizzarla via wireless a un laptop, egli viene neutralizzato da Nikita e Michael una volta distrutta la scatola nera. L'episodio termina con Nikita che lascia a Owen le medicine del guardiano necessarie a fargli ritrovare la normalità (il quale prima di partire nuovamente la ringrazia e le chiede scusa per averle ucciso il fidanzato) e che spiega ad Alex che anche Michael ha ufficiosamente disertato assieme a loro e che tenteranno entrambi di tirarla fuori dalla Divisione il prima possibile per evitare spiacevoli conseguenze.
- Ascolti USA: telespettatori 2 208 000 – share 2%[23]

## Il miglior amico delle donne
- Titolo originale: Girl's Best Friend
- Diretto da: Robert Lieberman
- Scritto da: Carlos Coto

### Trama
Alex sogna di confessare al suo ragazzo tutta la verità sul suo ruolo di talpa all'interno della Divisione in modo tale da potersi liberare una volta per tutte e progettare finalmente una vita normale insieme, ma si sveglia bruscamente dall'incubo appena scopre che Nathan è anch'esso un agente infiltrato della Divisione e sta cercando di ucciderla con l'aiuto di Jaden una volta capito il suo gioco. La ragazza decide così di togliersi un peso dalla coscienza e raccontargli dunque la verità quando improvvisamente viene convocata da Michael e Percy alla Divisione per guidare una missione molto delicata assieme a Jaden: ovvero far esplodere il laboratorio sotterraneo del figlio del Presidente della Liberia Kalume Ungara (il quale segretamente fa il trafficante di armi illegali finanziandosi con i cosiddetti blood diamonds, cercando ora di vendere sul mercato nero una neurotossina letale) al party nella sua lussuosa tenuta sul lago di Ginevra durante il summit internazionale di economia all'Egilsson Center, sfruttando la loro copertura di escort. Nikita e Michael decidono allora di modificare il piano di fuga di Alex durante la missione in modo tale che la ragazza possa sparire dalla circolazione una volta preso il kit nascosto da Nikita nel vano di ventilazione del laboratorio: così una volta fatta la pace tra loro, le due ragazze partono per la Svizzera mentre Michael e Nikita cercano di rimanere sempre in contatto tra loro e con lei stabilendo un canale di comunicazione complementare a quello dell'agenzia (anche se vi è ancora qualche screzio tra di loro visto che Michael vuole distruggere solo Percy ma tende in cuor suo a voler giustificare ancora il ruolo positivo svolto dalla Divisione per la sicurezza della nazione). Mentre Nikita si intrufola attraverso il vano di ventilazione, le ragazze arrivano anche loro alla villa a bordo di una navetta e, durante lo svolgersi della serata, Alex riesce a sottrargli gli occhiali per poter accedere al laboratorio appena Jaden cerca di sedurlo: l'unico problema è costituito dall'improvviso arrivo di una donna di nome Anja Varmer (la quale sembra essere appunto la destinataria del prodotto letale) e dunque Jaden si trova costretta ad avvertire Alex del loro arrivo mentre sta finendo di piazzare tutte le cariche esplosive celate nel suo set da trucco. Una volta nascostasi dietro alcuni armadietti, la ragazza scopre che la neurotossina è contenuta sotto forma solida in un panetto di resina e assiste poi con orrore all'esecuzione "di prova" di Edgar nel momento in cui egli viene a sapere che la donna, su commissione diretta di Kalume, deve eliminare al summit con questa sostanza, contenuta in un paio di orecchini attivabili a distanza da un cellulare, suo padre e tutti gli altri partecipanti. Alex avverte così Nikita a proposito del loro piano da sventare ma deve comunque continuare la sua missione come previsto finché però Jaden non viene scoperta da Kalume e presa in custodia fino al laboratorio facendo saltare le loro coperture: la ragazza corre dunque un grave pericolo ma, sfruttando la tempestiva irruzione di Alex, riesce a liberarsi in tempo e a uccidere Kalume con le sue quattro guardie del corpo durante un conflitto a fuoco per poi attivare il congegno esplosivo inserito nel rossetto di Alex una volta fuggite entrambe all'esterno verso il luogo di evacuazione. Nel frattempo giunta in auto al summit, Nikita viene neutralizzata da Anja dopo un duro combattimento mentre tentava di sabotare le cariche esplosive ma, appena fatto saltare il camion-bomba per simulare un attentato all'esterno e fare in modo che tutti i partecipanti si riunissero in un'unica sala, la terrorista non riesce fortunatamente ad attivare il congegno e stavolta viene messa fuori causa da Nikita per poi essere arrestata dalla polizia. L'episodio termina con Alex che chiede a Michael e Nikita di poter rimanere infiltrata nella Divisione nonostante ciò costituisca per lei un grosso rischio (dato che il suo piano di fuga è saltato per cause di forza maggiore) e con Jaden che, avendo consegnato a Percy il panetto di resina contenente la sostanza letale trafugato durante la missione, viene finalmente da lui promossa ad agente operativo a tutti gli effetti.
- Ascolti USA: telespettatori 2 000 000 – share 2%[24]

## Case di vetro
- Titolo originale: Glass Houses
- Diretto da: Ralph Hemecker
- Scritto da: Kalinda Vasquez

### Trama
Percy incarica Michael di sorvegliare a Plainview, in Pennsylvania, la custode Dana Winters per evitare altre defezioni come quella di Owen data la delicatezza dell'operazione segreta che lui si accinge a scatenare entro due settimane contro il comitato di supervisione e l'intelligence per rovesciarne gli uomini al comando (denominata Operazione Passero), all'insaputa anche dei suoi più stretti collaboratori all'interno della Divisione. Nikita si offre allora di compiere la missione al suo posto per rubare la scatola nera alla custode e capirne di più su quanto scoperto da Michael e Birkoff per sventare il diabolico piano: tuttavia quando Nikita riesce a infiltrarsi nella presunta casa di Dana a Foxboro Avenue, scopre con sorpresa che quest'ultima ha depistato la Divisione facendo perdere le sue tracce da un anno, avendo lasciato il suo localizzatore sul mazzo di chiavi di un ignaro inquilino. Per farla venire allo scoperto, Nikita intende allora simulare una rapina a mano armata nella Evanston Mutual Bank dove sarebbe custodita la scatola nera ma, una volta avvertito Michael e riuscendo poi a seguirla in auto fino alla sua nuova dimora in Metamora Lane, capisce ben presto che anche lei ha deciso negli ultimi due anni di trascorrere una vita normale (fidanzandosi con un poliziotto della zona di nome Charlie, il quale ha anche un figlio a carico) per nascondersi dalla Divisione.
Quando Michael incontra Nikita nel ristorante Lakeview, i due decidono di conseguenza di aiutare Dana fingendosi dei vicini di casa della coppia (anche se lei sembra capire al volo con chi ha realmente a che fare): in tal modo riescono nell'intento di convincerla a raccontare tutta la verità a Charlie e a ingannare Percy distruggendo un altro segnalatore. Durante il litigio familiare però il ragazzo scappa di casa traumatizzato per la scoperta e di conseguenza Nikita incarica i due di ritrovarlo mentre lei e Michael avrebbero rispettivamente preso la scatola nera dalla banca e tenuto occupata la squadra d'assalto mandata da Percy per indagare sull'accaduto. Così Nikita riesce a recuperarla ma quando ritrova Eddie all'Hardware Store su segnalazione di Michael, viene messa in trappola dalla squadra d'assalto e, dato che Michael si rende conto che non può fare assolutamente nulla per salvarla (proprio perché non può permettersi di far saltare la sua copertura di capo squadra), solo l'intervento armato di Dana si rivela provvidenziale per salvare la vita a Nikita e al figlio del suo compagno: così prima di fuggire una volta per tutte con la sua famiglia lei li ringrazia e dona loro un campione del suo sangue per poter accedere ai dati contenuti nella scatola nera in suo possesso. Nel frattempo Jaden viene a conoscenza della relazione di Alex con Nathan e viene dunque eliminata dai due ragazzi durante una furiosa colluttazione quando lei decide di raccontare tutto quanto alla Divisione: così mentre Nathan fugge Alex, su consiglio di Nikita, non può far altro se non fingere di essere stata aggredita con un coltello a serramanico e perciò di averla uccisa per legittima difesa. L'episodio termina con Roan che ripulisce l'appartamento di Alex (pur intuendo la presenza di una terza persona durante l'aggressione grazie alla sua esperienza di ripulitore) e con Amanda che scopre finalmente la vera identità di Alex e la sua copertura, quando la ragazza viene chiamata per fare rapporto sull'accaduto, grazie all'impianto acustico inserito nelle orecchie di Jaden (che ha registrato la precedente conversazione telefonica tra lei e Nikita con l'altro cellulare): Alex si ritrova dunque inaspettatamente in grave pericolo mentre sta per essere torturata e nuovamente interrogata.
- Ascolti USA: telespettatori 1 723 000 – share 2%[25]

## Tradimenti
- Titolo originale: Betrayals
- Diretto da: Eagle Egilsson
- Scritto da: Andrew Colville

### Trama
Quando Percy scopre la vera identità di Alex decide di disattendere il consiglio di Amanda e di salvarle la vita se accetta di tradire Nikita così come avrebbe fatto con lei in tutti questi anni: le racconta infatti che fu il braccio destro di suo padre alla Zetrov, maggiormente filo-americano di lui, Sergej Šemak a commissionare l'omicidio dei suoi genitori alla Divisione (e che dunque la sua non era una responsabilità diretta sull'accaduto ma una scelta dettata da un preciso interesse nazionale dei piani alti dell'establishment) e che fu proprio Nikita in persona a uccidere suo padre e, assieme al resto del team, a bruciare la sua villa durante l'operazione Pale Fire. Alex, ancora sotto choc riguardo a quanto raccontatole da Percy e risolutamente decisa a chiedere comunque a Nikita spiegazioni più convincenti sul suo passato (anche se in cuor suo sa benissimo che le ha regalato una seconda opportunità quand'era ancora giovane e che non può imputarle nulla dal momento che eseguiva solo gli ordini dei suoi superiori), deve per forza far finta di far cadere in trappola Nikita perché altrimenti Percy non esiterebbe un istante ad attivare il chip killer contenuto nel localizzatore che ancora è impiantato nella sua testa. Intanto Michael e Nikita riescono a impedire ai tre killer mandati da Percy di eliminare il giovane crittografo della CIA Malcolm Mitchell, ovvero l'ultimo uomo ancora in vita a parte Birkhoff in grado di rivelare i segreti contenuti nelle scatole nere, e avvalendosi del supporto di Ryan Fletcher devono poter accedere all'avanzatissima sala codici della CIA per decifrare la password in tempi brevi. Così mentre Percy e Birkhoff tentano di fermare Nikita sorvegliando costantemente Fletcher, Nikita riesce a depistare i due uomini di Birkhoff impegnati a pedinarlo all'interno della Union Station a Washington D.C. con un ingegnoso diversivo contenuto in una borsa da palestra e poi a dirigerlo verso un luogo più sicuro all'esterno per poterlo incontrare di persona: in tal modo riescono a mettersi d'accordo sul da farsi percorrendo vie non esattamente ufficiali e Mitchell viene perciò consegnato di notte a Fletcher presso un cimitero per essere preso in custodia. Nel frattempo all'interno della Divisione, Michael viene catturato da Percy quando quest'ultimo gli ordina di uccidere Alex e lui invece, che deve appunto salvarla su richiesta di Nikita che si è accorta della sua lunga assenza, gli si rivolta contro venendo messo fuori combattimento dal potente elettroshock contenuto nel chip sottocutaneo: egli viene così a sapere da Percy che aveva scoperto il loro gioco da quando Kassim era stato ucciso in Russia e li aveva visti assieme a Londra e che di conseguenza aveva manipolato sia lui che Nikita per far arrivare di proposito quella scatola nera nelle mani della CIA, ottenendo in cambio la totale collaborazione della custode Dana Winters per aver a sua volta salva la vita e potersi creare una vita normale al di fuori della Divisione. L'episodio termina quando Alex, dopo aver rubato una siringa nel rifugio di Nikita senza farsi notare, si ritrova sola assieme a lei all'interno di un capannone abbandonato (ovvero all'indirizzo al quale lei dice che Michael avrebbe loro suggerito di dirigersi ma che in realtà si rivela essere la trappola dove Percy manda Roan per ucciderle entrambe) e decide di mettere in atto la sua messinscena puntandole contro una pistola per indurla a confessare l'omicidio di suo padre: di fronte al visibile stupore della donna, lei improvvisamente le spara un colpo al petto.
- Ascolti USA: telespettatori 2 000 000 – share 2%[26]

## Pandora
- Titolo originale: Pandora
- Diretto da: Ken Fink
- Scritto da: Craig Silverstein

### Trama
Nikita riesce così a ingannare la Divisione fingendosi morta per un arresto cardiaco dovuto a forte choc emotivo appena scoprono che i tre colpi di pistola hanno invece raggiunto il suo giubbotto antiproiettile (infatti la ragazza le aveva precedentemente iniettato nel collo con la siringa la tetradotoxina necessaria a paralizzarle momentaneamente tutti i muscoli) e Alex viene riportata alla Divisione su ordine di Roan. Mentre Birkhoff va a trovare Michael nella sua cella accusandolo di aver deliberatamente tradito la sua fiducia e amicizia (mentre Michael a sua volta gli risponde dandogli del codardo visto che si lamenta sempre del troppo lavoro assegnatogli e che non ha ancora avuto il coraggio di ribellarsi all'autorità di Percy pur conoscendo perfettamente le nefandezze del suo operato) comunicandogli infine che Nikita sarebbe morta captando la conversazione tra Roan e Percy, quest'ultimo viene nel frattempo convocato a Washington D.C. dal comitato di supervisione per essere rimproverato dei suoi evidenti eccessi e per ricattarli, fa ricadere la colpa proprio a Nikita dell'imminente attentato da lui stesso ordito contro il potente direttore della CIA dato che vorrebbe prenderne il posto e avere a disposizione un cospicuo budget per la sicurezza nazionale: infatti ciò che Fletcher non sa è che la scatola nera contiene al suo interno la neurotossina trafugata da Jaden durante l'ultima missione in Svizzera e che verrà sprigionata da un congegno elettrico nel momento in cui verrà violata.
Quando Nikita si risveglia improvvisamente nel capannone, mettendo immediatamente fuori combattimento Roan lanciandogli addosso dell'acido, si accorge che la scatola nera consegnata era stata manomessa (scoprendo l'agente chimico e pezzi dell'oggetto tra l'attrezzatura del ripulitore della Divisione) e si dirige dunque immediatamente a Langley per salvare Fletcher e il crittografo. Per fermarla, Percy attiva allora un agente doppiogiochista in sonno all'interno della CIA e tenta poi di isolare ermeticamente la sala codici nella quale vi è riunito tutto lo stato maggiore dell'agenzia (mentre invece Amanda si occupa di Alex appena vengono a conoscenza di esser stati da lei ingannati). Arrivata alla reception del quartier generale della CIA, Nikita viene subito interrogata da alcuni agenti e riesce a uccidere l'agente di Percy appena questi fa irruzione nella holding room in cui è stata presa in custodia per eliminarli: in una corsa disperata contro il tempo seminando il panico nell'agenzia, può così evacuarli dalla stanza prima che il congegno si attivi con l'apertura del file sull'Operazione Passero, venendo poi arrestata dalle guardie della sicurezza interna. Intanto Michael viene liberato dal bracciale elettronico quando Birkhoff decide di seguire il suo consiglio (scusandosi con lui e dicendogli finalmente che invece Nikita è ancora viva e sta tentando di sventare il piano di Percy) e sblocca il meccanismo per aiutarlo a fuggire e così riesce a neutralizzare Percy dopo una breve colluttazione nel suo ufficio e a rubargli la sua scatola nera personale (ma non può ucciderlo altrimenti il suo sensore del battito cardiaco farebbe attivare a tutti i custodi l'upload immediato delle altre scatole nere e distruggerebbe in tal modo la credibilità americana sull'operato delle agenzie di intelligence di fronte all'opinione pubblica, essendo la Divisione un'entità fantasma creata apposta da alcuni elementi di spicco dell'establishment e delle forze armate, il comitato di supervisione appunto, per effettuare su loro ordine operazioni coperte al di fuori della normale giurisdizione consentita dalla legge). All'interno della sala codici della CIA, Fletcher prende dunque in mano la situazione e, tenendo sotto tiro con una pistola il suo direttore, riesce a far scappare Nikita che, grazie all'ulteriore aiuto di Michael e Birkhoff che hanno unito le loro forze, può esfiltrare dall'edificio depistando tutte le guardie e finendo per nascondersi dentro un camion per i rifiuti. Birkhoff aiuta così Michael a decifrare la scatola nera di Percy (mentre Nikita è intenta a piazzare una potente carica esplosiva a tempo nel suo rifugio per non lasciare tracce della sua presenza) e Alex viene finalmente liberata da Amanda quando anche lei capisce di esser stata manipolata da Percy per i suoi diabolici scopi (bruciandole il chip con una violenta scarica elettrica e rianimandola in seguito con una forte dose di adrenalina). Una volta rincontratesi nel rifugio, Alex ottiene da Nikita la conferma che fu proprio lei a salvarla da piccola quando disattese gli ordini della Divisione di sterminare l'intera famiglia dell'oligarca russo ma quando la donna cerca di convincere Alex con le maniere forti a desistere dal voler uccidere il committente dell'assassinio di suo padre, irrompe dal tetto un'imponente task force d'assalto mandata da Percy (che si è nel frattempo ripreso e ha deciso a vendicarsi in preda alla rabbia) per ucciderle entrambe. Quando il rifugio di Nikita esplode uccidendo tutti quelli che si trovavano al suo interno, le strade di Nikita e Alex sembrano dividersi per sempre: infatti mentre la donna scappa dal tetto e raggiunge Michael per fuggire assieme in auto, Alex decide di non seguirla e così viene rapita dal comitato di supervisione (che ha annoverato tra le proprie file proprio Amanda che è decisa come gli altri a liberarsi una volta per tutte di Percy) per convincerla a recuperare la scatola nera in mano a Nikita e a uccidere l'assassino di suo padre che è ora a capo della Zetrov.
- Nota. Alberta Watson, l'attrice che interpretava Madeline nella serie Nikita interpreta il ruolo di una senatrice
- Ascolti USA: telespettatori 1 940 000 – share 2%[27]